# Rafał Adamczyk
Rafał Jan Adamczyk (ur. 30 maja 1974 w Dąbrowie Górniczej) – polski polityk, samorządowiec i urzędnik, były wiceprezydent Będzina, poseł na Sejm IX kadencji, w 2024 wicewojewoda śląski, od 2024 członek zarządu województwa śląskiego.

## Życiorys
Absolwent Wydziału Organizacji i Zarządzania Politechniki Śląskiej. Kształcił się podyplomowo w zakresie urbanistyki i planowania przestrzennego. Pracował w Urzędzie Miejskim w Będzinie, m.in. jako naczelnik Wydziału Strategii i Rozwoju Miasta, a do 2015 jako pełnomocnik i rzecznik prasowy prezydenta.
Zaangażował się w działalność polityczną  w ramach Sojuszu Lewicy Demokratycznej. W 2014 bez powodzenia kandydował do rady powiatu będzińskiego, mandat uzyskał w wyborach w 2018. W styczniu 2015 został pierwszym wiceprezydentem Będzina u boku Łukasza Komoniewskiego. W wyborach parlamentarnych w 2019 uzyskał mandat posła IX kadencji w okręgu sosnowieckim (zdobył 12 148 głosów). W Sejmie zasiadł w Komisji Administracji i Spraw Wewnętrznych oraz Komisji Polityki Senioralnej.
W wyborach w 2023 nie uzyskał poselskiej reelekcji z ramienia powstałej na bazie SLD Nowej Lewicy. W styczniu 2024 powołany na stanowisko pierwszego wicewojewody śląskiego. W tym samym roku został wybrany do Sejmiku Województwa Śląskiego VII kadencji. Odszedł ze stanowiska wicewojewody, w maju 2024 objął funkcję członka zarządu województwa.

## Życie prywatne
Jest żonaty, ma jedno dziecko.

## Wyniki w wyborach parlamentarnych
| Wybory | Komitet wyborczy | Komitet wyborczy             | Organ            | Okręg | Wynik          |
| ------ | ---------------- | ---------------------------- | ---------------- | ----- | -------------- |
| 2019   |                  | Sojusz Lewicy Demokratycznej | Sejm IX kadencji | nr 32 | 12 148 (3,62%) |
| 2023   |                  | Nowa Lewica                  | Sejm X kadencji  | nr 32 | 5900 (1,56%)   |